# Harpagophytum
Harpagophytum DC. ex Meisn., 1840 è un genere di piante della famiglia Pedaliaceae, diffuso nell'Africa australe.

## Tassonomia
Il genere comprende le seguenti specie:
- Harpagophytum procumbens (Burch.) DC. ex Meisn.
- Harpagophytum zeyheri Decne.